# ATP Buenos Aires 1979
L'ATP Buenos Aires 1979 è stato un torneo di tennis giocato sulla terra rossa. È stata la 151ª edizione del torneo, che fa parte del Colgate-Palmolive Grand Prix 1979.Si è giocato a Buenos Aires in Argentina dal 19 al 25 novembre 1979.

## Campioni

### Singolare maschile
Guillermo Vilas ha battuto in finale  José Luis Clerc con il punteggio di 6–1, 6–2, 6–2

### Doppio maschile
Tomáš Šmíd /  Sherwood Stewart hanno battuto in finale  Marcos Hocevar /  João Soares con il punteggio di 6–1, 7–5